# 巴万库尔
巴万库尔（法語：Bavincourt，法語發音：[bavɛ̃kuʁ]）是法国上法蘭西大區加来海峡省的一个市镇，属于阿拉斯区。

## 地理
巴万库尔（50°13'30"N, 2°34'4"E）面积7.54 平方千米，位于法国上法蘭西大區加来海峡省，该省份为法国北部沿海省份，西北濒北海，南至索姆省，东临北部省。
与巴万库尔接壤的市镇（或旧市镇、城区）包括：福瑟、索尔蒂、巴约尔蒙、巴利、阿图瓦地区古伊、拉埃利耶尔。

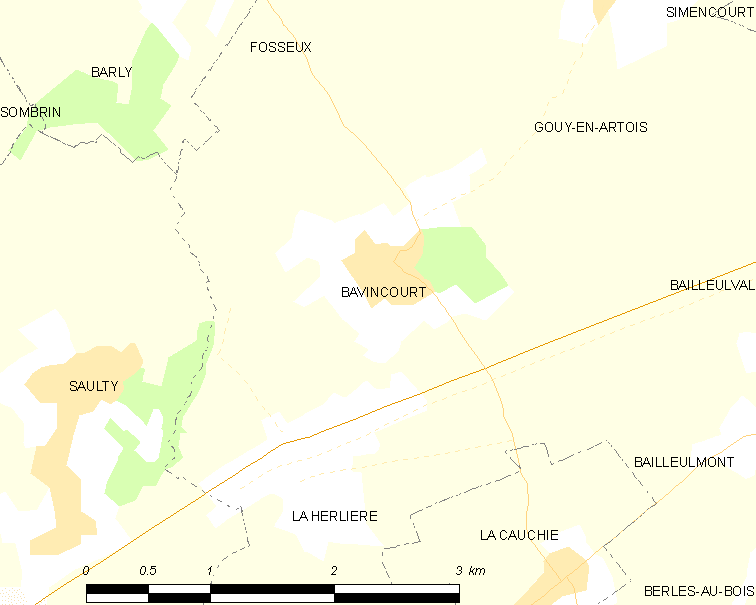
巴万库尔的OSM定位图

巴万库尔的时区为UTC+01:00、UTC+02:00（夏令时）。

## 行政
巴万库尔的邮政编码为62158，INSEE市镇编码为62086。

## 政治
巴万库尔所属的省级选区为阿韦讷勒孔特县。

## 人口

1962-2008年间巴万库尔人口变化图示

巴万库尔于2022年1月1日时的人口数量为419人。